# 玄武

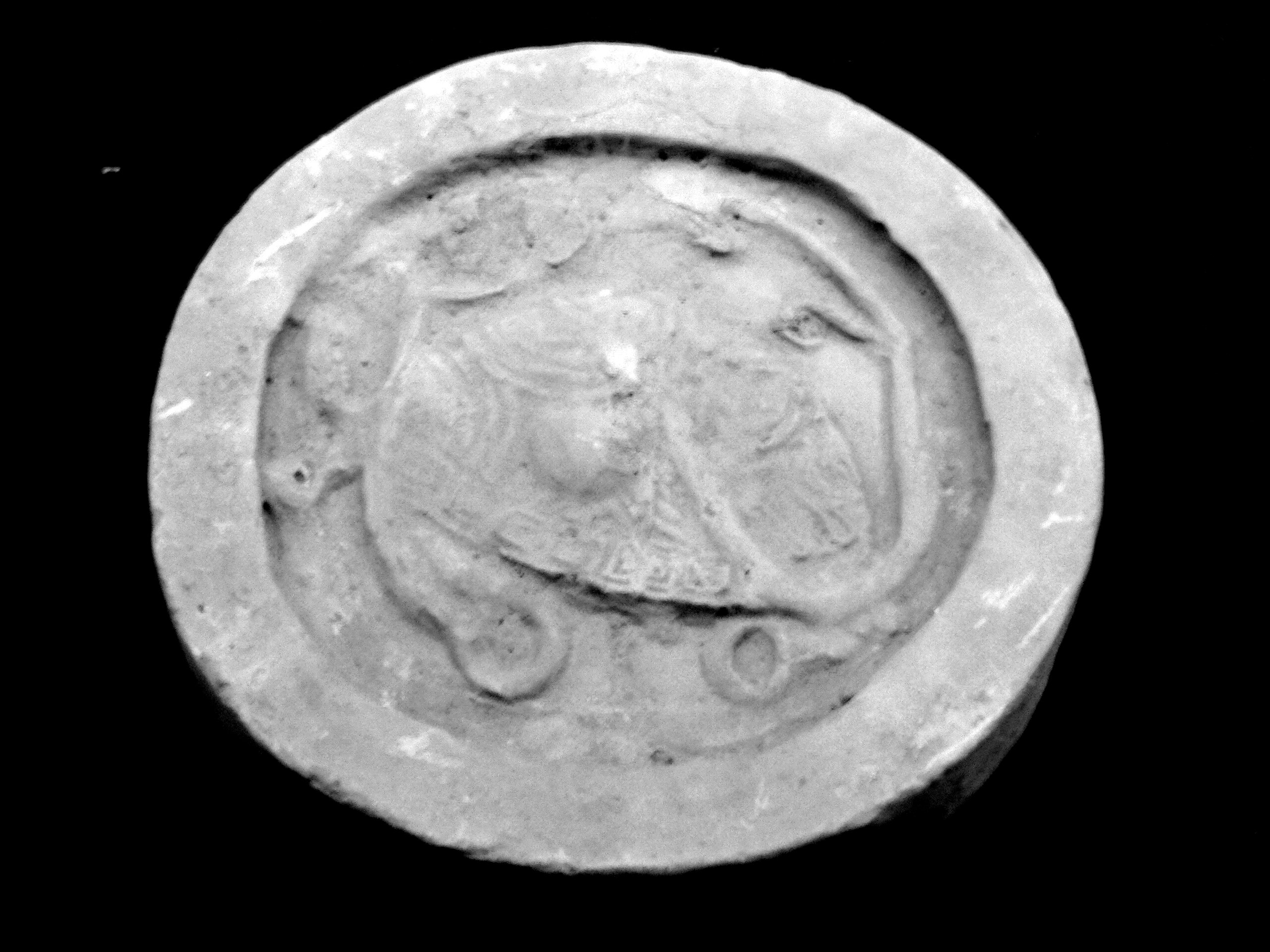
瓦当上的玄武图案

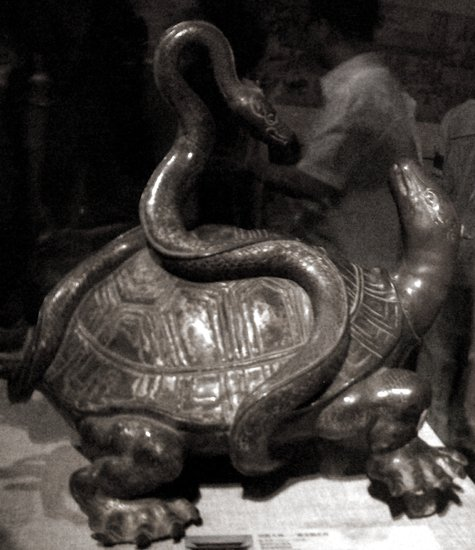
玄武

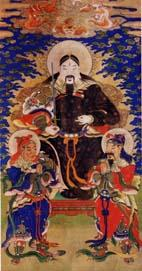
玄武神

玄武是中国传统文化的四象之一、天之四灵之一，道教將其稱為「執明」，根据五行学说，它是代表北方的灵兽，形象是黑色的龟与蛇（或龟蛇），代表的季节是冬季。道教中后将玄武人格化为玄武神（又稱玄天上帝、真武大帝）加以崇拜。宋、元對玄武神皆崇奉之。明時在武當山大興土木，祭奉玄武神。
在二十八宿，玄武是北方七宿（斗、牛、女、虚、危、室、壁）的总称。
宋真宗時，為了宋聖祖趙玄朗避諱改稱真武。

## 由來

### 其一
中国夏王朝的建立者禹的父亲叫做“鲧”，字玄冥，也可以叫做玄武，在著名的大禹治水之前帮助舜治水。因其只採用塞堵而非疏导，虽然有神物息壤的帮助，但仍没有成功。
通常鲧会被当作灵龟的化身，而夏族的一支——涂山氏认为蛇是自己的祖先。后玄武被道教奉为神明，有了龟蛇合体的说法。

### 其二
玄武属黑色，图象是一条蛇缠绕着一只龟，在《西游记》中提到后来演变成北方玄武大帝座下的龟蛇二将，玄武大帝的道场在湖北武当山，所以武汉隔江相峙有龟山、蛇山（也是依照其形状起名的）。龟和蛇也象征北斗七星。
龟和蛇在中国古代认为是灵兽，象征长寿，漢朝以前贵族常配以玉制龟佩。现在在日本受古代中国影响，取名和制作图徽常用龟字和龟图案。